# John Leonard Pilcher

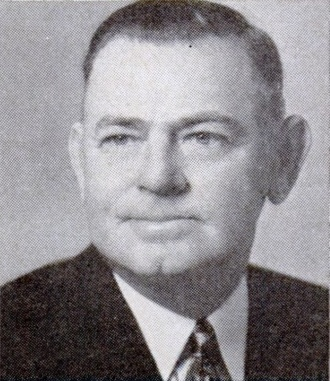
John Leonard Pilcher

John Leonard „J. L.“ Pilcher (* 27. August 1898 bei Meigs, Thomas County, Georgia; † 20. August 1981 in Meigs, Georgia) war ein US-amerikanischer Politiker. Er vertrat den Bundesstaat Georgia als Abgeordneter im US-Repräsentantenhaus.

## Werdegang
Pilcher, der auf einer Farm im Thomas County geboren wurde, besuchte später die öffentliche Schule in Meigs. Er war 35 Jahre in der Landwirtschaft tätig. Dort beschäftigte er sich hauptsächlich mit Handelsgeschäften, Baumwollentkernung, Lagerhäusern, Kunstdüngerproduktionsstätten und der Herstellung von Einmachgläsern mit Sirup. Danach war er Bürgermeister und Mitglied des Gemeinderats von Meigs. Des Weiteren war er Mitglied des Bildungsausschusses und ein Landkommissar sowie auch Mitglied des Repräsentantenhauses von Georgia und des Staatssenats zwischen 1940 und 1944. Nach dem Krieg war er staatlicher Einkäufer in den Jahren 1948 und 1949. Anschließend nahm er 30 Jahre lang an jedem staatlichen Parteitag der Demokraten und jeder Democratic National Convention teil.
Pilcher wurde als Demokrat in den 83. Kongress gewählt, um die freie Stelle zu füllen, die durch den Tod von Edward E. Cox entstanden war. Anschließend wurde er noch fünf weitere Male wiedergewählt. Seine Amtszeit belief sich vom 4. Februar 1953 bis zum 3. Januar 1965. Danach entschloss er sich 1964 nicht noch einmal für den 89. Kongress zu kandidieren. In der Amtszeit im Kongress war er 1956 an der Verfassung des Southern Manifesto beteiligt, das sich gegen die Rassenintegration an öffentlichen Einrichtungen aussprach.
John Leonard Pilcher starb am 20. August 1981 auf seiner Residenz in Meigs. Er wurde auf dem Meigs Sunset Cemetery beerdigt.